# CGTN 스페인어
CGTN 스페인어(CGTN-Español, 중국어: 中国环球电视网西班牙语频道)은 중국국제텔레비전의 텔레비전 채널 중 하나이다.